# Давендинське міське поселення
Даве́ндинське міське поселення (рос. Давендинское городское поселение) — міське поселення у складі Могочинського району Забайкальського краю Росії.
Адміністративний центр — селище міського типу Давенда.

## Населення
Населення міського поселення становить 892 особи (2019; 1034 у 2010, 1348 у 2002).

## Склад
До складу міського поселення входять:
| Населений пункт               | Населення, осіб (2002) | Населення, осіб (2010) |
| ----------------------------- | ---------------------- | ---------------------- |
| Давенда, селище міського типу | 1022                   | 812                    |
| Кудеча, селище                | 326                    | 222                    |